# The Origins of Ruin
The Origins of Ruin är det amerikanska progressiv metal-bandet Redemptions tredje studioalbum. Albumet utkom 3 april 2007 och är bandets första med InsideOut Music.

## Låtlista
1. "The Suffocating Silence" – 6:37
2. "Bleed Me Dry" – 6:55
3. "The Death of Faith and Reason" – 4:51
4. "Memory" – 9:30
5. "The Origins of Ruin" – 2:47
6. "Man of Glass" – 5:05
7. "Blind My Eyes" – 5:55
8. "Used To Be" – 6:08
9. "Fall on You" – 9:24

Text & musik: Redemption

## Medverkande
Redemption-medlemmar
- Ray Alder – sång
- Bernie Versailles – gitarr
- Nick Van Dyk – gitarr, keyboard
- Sean Andrews – basgitarr
- Chris Quirarte – trummor

Produktion
- Tommy Newton – producent, ljudtekniker, ljudmix, mastering
- Nick Van Dyk – exekutiv producent, omslagsdesign
- Travis Smith – omslagskonst